# Coccothrinax bermudezii
Coccothrinax bermudezii är en enhjärtbladig växtart som beskrevs av Leon. Coccothrinax bermudezii ingår i släktet Coccothrinax och familjen Arecaceae. Inga underarter finns listade i Catalogue of Life.